# Judith Gough
Judith Mary Gough (8 de novembre de 1972) és una diplomàtica britànica, actual ambaixadora del Regne Unit a Ucraïna.
Gough va estudiar a la Universitat de Nottingham (Bachelor of Arts en alemany i rus el 1995) i al King's College de Londres (Master of Arts en guerra al món modern el 2012). Després va treballar com a consultora en mercats emergents i serveis financers d'Ernst and Young. Gough es va unir al ministeri de Relacions Exteriors i de la Commonwealth (FCO) l'any 2001. Gough va treballar a l'ambaixada britànica de Corea del Sud. A partir de mitjans de setembre de 2010 va ser ambaixadora del Regne Unit a la República de Geòrgia i va ocupar aquest càrrec fins a principis de 2013.
Després es va convertir en directora de l'FCO per a l'Europa de l'Est i Àsia central. El setembre de 2015 Gough va ser nomenada ambaixadora del Regne Unit a Ucraïna. Gough és obertament lesbiana i té dos fills amb la seva parella, Julia Kleiousi.